# Вишневский, Олег Викторович
Оле́г Ви́кторович Вишне́вский (укр. Олег Вікторович Вишневський; род. 4 октября 1995, Перечин, Закарпатская область) — украинский футболист, нападающий клуба «Минай».

## Биография
Воспитанник ужгородской СДЮШОР, в составе которого с 2011 по 2013 год выступал в ДЮФЛУ (за исключением непродолжительного периода времени в 2012 году, когда выступал в юношеских состязаниях чемпионата Закарпатской области за «Ужгород»).
Взрослую футбольную карьеру начал в 2014 году в клубе «Среднее» в чемпионате Закарпатской области. В том же году защищал цвета другого клуба областного чемпионата, «Карпаты» (Перечин). После этого выехал в Словакию, где усилил нижнелеговый клуб «Агрифоп» (Стакчин). В команде отыграл один год, после этого дважды подряд отправлялся в аренду в клуб «Снина». В 2016 году вернулся в Украину, где выступал в чемпионате Закарпатской области за «Ужгород». Однако вскоре снова выехал в Словакию, где подписал полноценный контракт со «Сниной». Регулярно играл и отличался забитыми мячами. В 2018 году впервые отправился в аренду в вновь «Кошице». В 10-ти матчах чемпионата отличился 11-ю голами, после чего вернулся в «Снина». В следующем году заключил полноценный договор с «Кошице», где отыграл два сезона.
Весной 2021 вернулся в Украину, где заключил договор с новичком профессионального футбола ФК «Ужгород». В футболке «горожан» дебютировал 18 марта 2021 в победном (3:0) домашнем поединке 13-го тура группы А Второй лиги Украины против луцкой «Волыни-2». Олег вышел на поле в стартовом составе и отыграл весь матч, а на 63-й и 79-й минутах отличился дебютными голами за новую команду. В команде выступал до завершения сезона 2020/21 годов, за это время во Второй лиге провел 13 поединков и отличился 5-ю голами.
В начале июля 2021 отправился на пересмотр в один из австрийских клубов, но уже в конце вышеуказанного месяца заключил договор с «Минаем». В футболке команды из Ужгородского района дебютировал 31 июля 2021 в победном (1:0) домашнем поединке 2-го тура Премьер-лиги Украины против «Александрии». Вишневский вышел на поле на 78-й минуте, заменив Дмитрия Билонога, а на 90-й минуте отличился своим первым голом за «Минай».